# Сас Муртас (Нуоро)
Сас Муртас је насеље у Италији у округу Нуоро, региону Сардинија.
Према процени из 2011. у насељу је живело 148 становника. Насеље се налази на надморској висини од 54 м.